# Kalaburagi (Distrikt)
Der Distrikt Kalaburagi (Kannada: ಗುಲ್ಬರ್ಗ ಜಿಲ್ಲೆ; auch Gulbarga) ist ein Distrikt des indischen Bundesstaates Karnataka. Verwaltungssitz ist die namensgebende Stadt Kalaburagi (Gulbarga).

## Geografie
Der Distrikt Kalaburagi liegt im Nordosten Karnatakas an der Grenze zu den Nachbarbundesstaaten Telangana und Maharashtra. Nachbardistrikte sind Bidar (Karnataka) im Norden, Medak im Nordosten, Rangareddy im Osten, Mahbubnagar im Südosten (alle Telangana), Yadgir im Süden, Vijayapura im Südwesten (beide Karnataka) sowie Solapur und Osmanabad im Nordwesten (beide Maharashtra).
Mit einer Fläche von 10.954 Quadratkilometern ist der Distrikt Kalaburagi der zweitgrößte Distrikt Karnatakas. Sein Gebiet gehört zum Hochland von Dekkan und hat eine Höhe von durchschnittlich 400 bis 600 Metern über dem Meeresspiegel. Im Norden an der Grenze zum Distrikt Bidar durchzieht eine Hügelkette das Distriktgebiet, ansonsten stellt sich das Terrain als flache Hochebene dar. Der wichtigste Fluss im Distrikt Gulbarga ist der Bhima, ein Nebenfluss des Krishna.
Der Distrikt Kalaburagi ist in die sieben Taluks Aland, Afzalpur, Kalaburagi, Chincholi, Sedam, Chitapur und Jevargi unterteilt.

## Geschichte

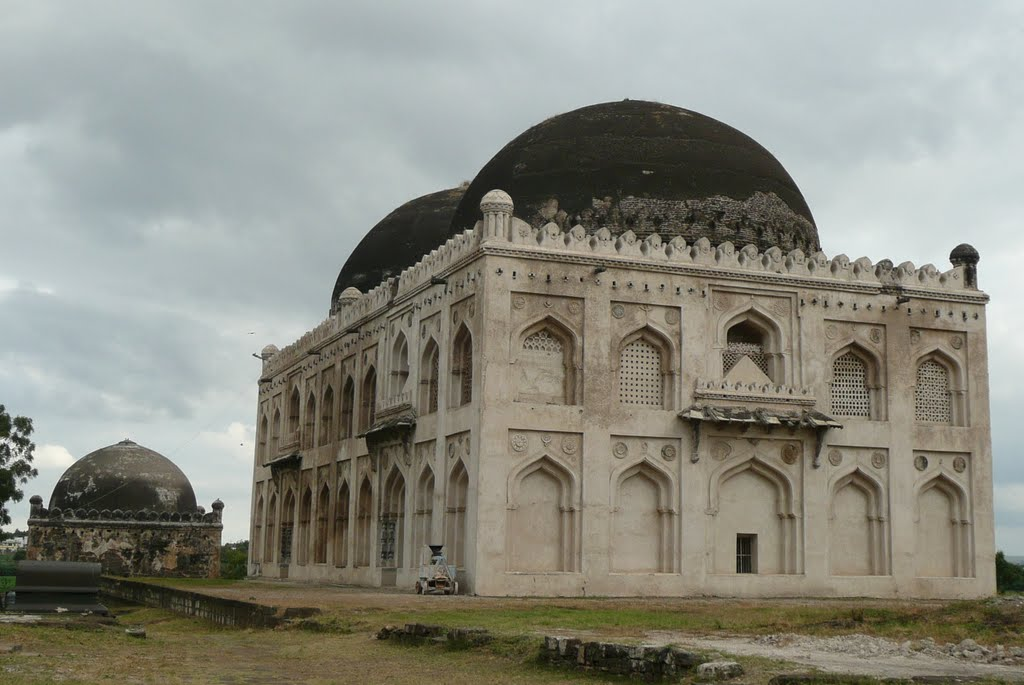
Mausoleum von Firuz Shah in der Stadt Gulbarga

Das Gebiet des heutigen Distrikts Kalaburagi stand im Laufe seiner frühen Geschichte unter der Kontrolle wechselnder Herrscherdynastien. Anfang des 14. Jahrhunderts begann in Kalaburagi durch die Eroberung durch das Sultanat von Delhi die muslimische Herrschaftsperiode. 1345 spaltete sich das Bahmani-Sultanat mit Kalaburagi als Hauptstadt vom Sultanat Delhi ab und entwickelte sich zu seinem wichtigen Machtfaktor auf dem Dekkan. Um die Wende vom 15. zum 16. Jahrhundert zerfiel das Bahmani-Sultanat aber durch innere Konflikte und spaltete sich in die fünf Dekkan-Sultanate auf. Das Gebiet von Kalaburagi kam dabei an das Sultanat Bijapur, ehe es 1657 unter Aurangzeb vom Mogulreich erobert wurde. 1724 kam Kalaburagi wiederum zu Hyderabad, das sich unter Asaf Jah I. vom Mogulreich abgespalten hatte. Während der britischen Kolonialzeit wurde Hyderabad zu einem nominell unabhängigen Fürstenstaat unter britischer Oberhoheit.
Der Distrikt Gulbarga entstand 1873 als Verwaltungseinheit des Fürstenstaates Hyderabad. Nach der indischen Unabhängigkeit 1947 wurde Hyderabad als Bundesstaat in Indien eingegliedert. Als 1956 die indischen Bundesstaaten durch den States Reorganisation Act neugegliedert wurden, kam der südwestliche Teil Hyderabads mit dem Distrikt Gulbarga an den nach den Sprachgrenzen des Kannada geschaffenen Bundesstaat Mysore (1973 umbenannt in Karnataka). 2010 verkleinerte sich das Gebiet des Distrikts Gulbarga, als aus seinem Südteil der Distrikt Yadgir gebildet wurde. Seit 2014 heißt er „Distrikt Kalaburagi“.

## Bevölkerung

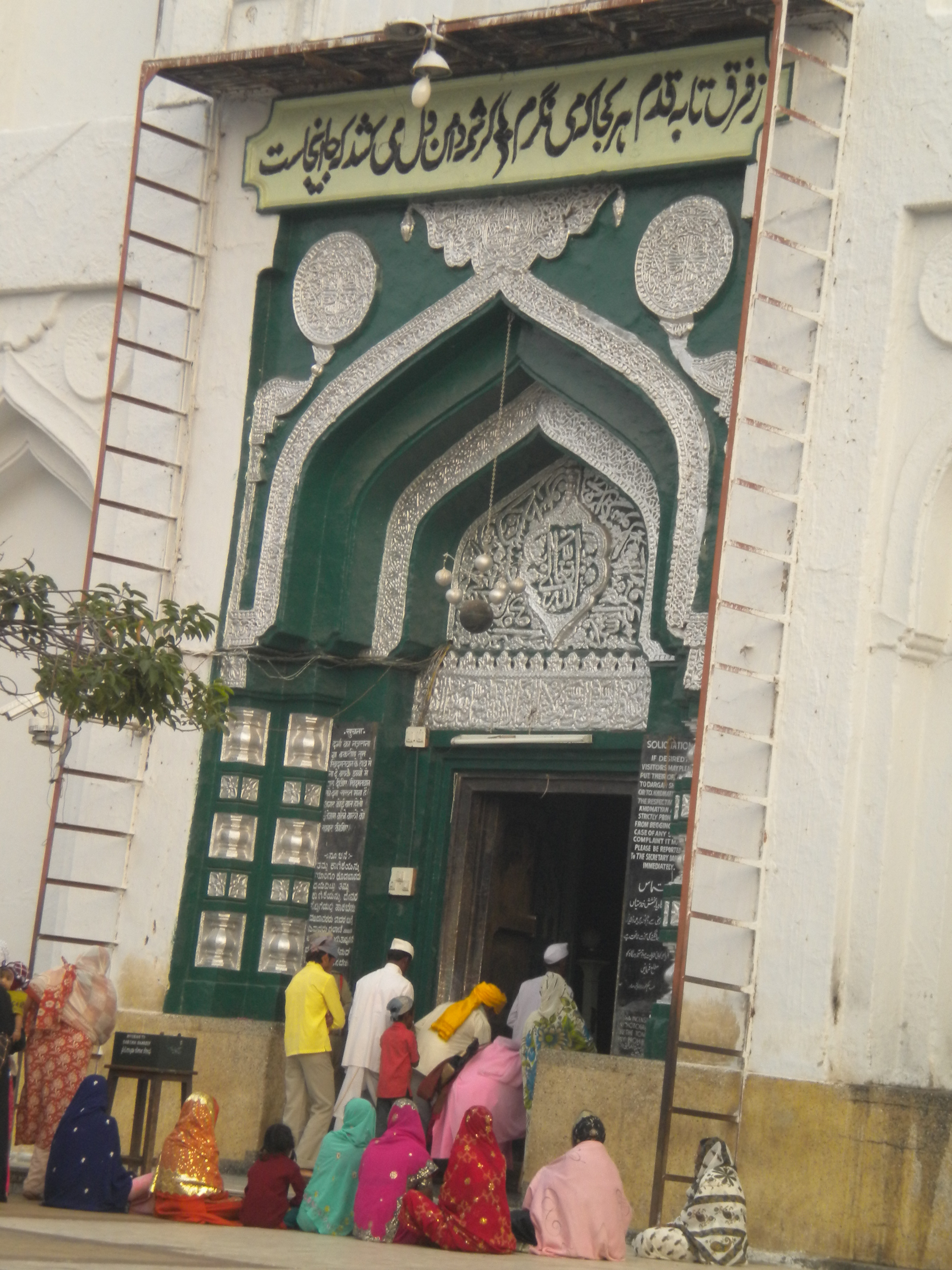
Gläubige am Eingang einer Dargah (Sufi-Schrein) in Kalaburagi

Bei der indischen Volkszählung 2011 hatte der Distrikt Kalaburagi 2.566.326 Einwohner. Zwischen 2001 und 2011 wuchs die Einwohnerzahl um 18,0 Prozent und damit etwas schneller als im Mittel Karnatakas (15,7 Prozent). Die Bevölkerungsdichte lag mit 234 Einwohnern pro Quadratkilometer aber deutlich unter dem Durchschnitt des Bundesstaates (319 Einwohner pro Quadratkilometer). Mit Kalaburagi beherbergt der Distrikt die viertgrößte Stadt Karnatakas. Abseits der Stadt Kalaburagi ist der Distrikt aber weitgehend ländlich geprägt. So lag die Urbanisierungsquote mit 32,6 Prozent immer noch unter dem Mittelwert Karnatakas (38,6 Prozent). Die Alphabetisierungsquote war unterdurchschnittlich: Nur 64,9 Prozent der Einwohner des Distrikts konnten lesen und schreiben (der Durchschnitt Karnatakas betrug 75,6 Prozent).
Nach der Volkszählung 2011 stellten im Distrikt Kalaburagi in seinen damaligen Grenzen (inklusive des heutigen Distrikts Yadgir) Hindus mit 78,4 Prozent die Bevölkerungsmehrheit. Daneben gab es eine größere muslimische Minderheit von 20,0 Prozent. Die muslimische Bevölkerung konzentriert sich vor allem auf die Städte: Hier stellen sie etwa ein Drittel der Einwohner.
Neben Kannada, der Hauptsprache Karnatakas, werden im Distrikt Kalaburagi auch Telugu und Marathi, die Sprachen der beiden Nachbarbundesstaaten Andhra Pradesh und Maharashtra, sowie Urdu, das wie in den meisten Teilen des Bundesstaates unter der muslimischen Bevölkerung verbreitet ist, gesprochen. Wegen des hohen Bevölkerungsanteils seiner Sprecher besitzt das Urdu im Distrikt Kalaburagi den Status einer beigeordneten Amtssprache.

## Städte
Die folgende Liste enthält auch die Städte, die 2010 zum neugegründeten Distrikt Yadgir kamen.
| Stadt           | Einwohner (2001) |
| --------------- | ---------------- |
| Afzalpur        | 19.114           |
| Aland           | 35.308           |
| Bhimarayanagudi | 4.791            |
| Chincholi       | 17.158           |
| Chitapur        | 26.974           |
| Gurmatkal       | 16.927           |
| Jevargi         | 19.174           |
| Kalaburagi      | 427.929          |
| Kurgunta        | 8.584            |
| Sedam           | 31.529           |
| Shahabad        | 50.587           |
| Shahabad ACC    | 6.974            |
| Shahpur         | 29.556           |
| Shorapur        | 43.591           |
| Wadi            | 30.038           |
| Wadi ACC        | 4.706            |
| Yadgir          | 58.802           |